# Roland Bruynseraede
Roland Bruynseraede (ur. 5 października 1939 w Ardenach) – belgijski dyrektor wyścigowy.

## Życiorys
Urodził się w Belgii, był wychowywany w Niemczech, zna biegle języki francuski, flamandzki, niemiecki i angielski.
W wolnym czasie, przez 25 lat pracował w Ford Motor Company. Był dyrektorem wyścigowym toru Circuit Zolder w Belgii w 1970 roku. W 1982 roku zaczął brać udział w imprezach międzynarodowych. Pod koniec 1986 roku został inspektorem bezpieczeństwa w Formule 1. Został zatrudniony przez Royal Automobile Club w Belgii jako szef klubu publicznego.
Po reorganizacji w 1988 roku w Formule 1 Bruynseraede został dyrektorem wyścigowym i delegatem FIA ds. bezpieczeństwa, pracował na tym stanowisku do grudnia 1995 roku, kiedy został mianowany dyrektorem wyścigowym i delegatem International Touring Car Championship ds. bezpieczeństwa.